# Josep Monés i Amat
Josep Monés i Amat (El Prat de Llobregat, Baix Llobregat, 27 de juny de 1902 - 1996) va ser un constructor d'obres i pous artesians, i també un fotògraf català, que arribà a reunir un extens i important fons fotogràfic sobre la seva vila natal.
Fill de Josep Monés i Jané (1868-1923), mestre d'obres i pouaire, que fou alcalde del Prat, i Maria Amat i Fabrés, mestressa de casa, estudià de jove als maristes de Sants, i simultaniejà als estudis habituals les classes de solfeig i cant. Aquest fet li deixà petjada i el convertí en un gran aficionat i entès de la música. Acabats els estudis cap al 1917-18 es posà a treballar de manobre amb el pare. Ben aviat passà de manobre a paleta, i a la mort del pare el 1923, hagué de fer-se càrrec del negoci familiar. Una de les primeres feines, al costat del seu pare, fou la construcció dels edificis i les naus de la Papelera Española S.A. i la caserna de la Guàrdia Civil.
Del seu pare rebé, a més de la vocació per l'ofici i la política, l'afició per la música i la fotografia. Una afició que l'acompanyà durant tota la seva vida. Així, sempre que podia retratava qualsevol aspecte sobre la família, festes, treballs, obres, animals, esports, aconseguint reunir un fons fotografíc molt extens i els seus negatius, i convertint-se en una font de consulta obligada per il·lustrar amb imatges molts dels articles sobre el Prat, un fons fotogràfic que inclou, a més de les seves pròpies fotografies, també les del seu pare, Josep Monés i Jane, anteriors al 1920, i les del seu cunyat, Josep Canudes i Busquets, sobre l'aviació. El fons és important per la seva quantitat documental i també per la seva varietat temàtica. Monés també és reconegut per la col·lecció d'insectes que recopilà durant la dècada dels cinquanta i principis dels seixanta, que es conserva al Museu del Prat de Llobregat, i que ha proporcionat un material d'estudi de molta utilitat.
L'any 1919 el Centre Artesà s'escindí en dos grups antagònics. Un d'ells, d'idees progressistes, republicanes i nacionalistes radicals, es constituí en Centre Autonomista. Allà, en Josep s'anà formant i refermant el seu ideari. El 1931, en fundar-se el partit de Francesc Macià, com tots els altres companys del Centre Autonomista, s'afilià a Esquerra Republicana de Catalunya, partit en el qual milità tota la seva vida. Al Centre Autonomista es creà un grup de teatre, el Quadre Escènic Joventut, en el qual hi participà de bon principi, exercint d'actor i rapsode, amb diversos papers.
Cap als anys 1918-1919 conegué a la que acabaria sent la seva esposa, Raimunda Sinyol i Bonells a Sant Vicenç dels Horts. Després d'un llarg festeig es casà el 1927. De l'enllaç naixeren tres fills, la Montserrat el 1928, el Josep el 1930, i el Jordi el 1933.
Quan a la seva activitat professional, s'associà amb el seu amic i també contractista d'obres Josep Codina i Parellada, amb qui va constituir la Societat d'Obres, Construccions i Urbanitzacions Limitada (SOCUL), que va viure uns anys de prosperitat, però que, amb l'esclat de la Guerra Civil Espanyola l'empresa fou col·lectivitzada. Després d'uns anys en què continuà treballant, finalment es quedà sense feina i va poder sobreviure amb l'ajuda del seu cunyat Josep Canudas, que com a pilot estava militaritzat i gaudia d'una situació més privilegiada. Els problemes que va tenir no es van aturar i es va veure obligat a exiliar-se uns mesos a França. En tornar fou detingut i traslladat a un camp de concentració a Tarragona. Fou apallissat a la mateixa caserna de la Guàrdia Civil que ell havia construït anys abans, i on hagué de firmar una declaració de “culpabilitats”. Posteriorment, fou condemnat a dotze anys i un dia pels tribunals franquistes. En complí més d'un i mig entre l'estada a la Model i una altra al camp de treball de Belchite en la reconstrucció d'aquest poble aragonès destruït per la guerra.